# Agapostemon atrocaeruleus
Agapostemon atrocaeruleus är en biart som beskrevs av Heinrich Friese 1917. Agapostemon atrocaeruleus ingår i släktet Agapostemon och familjen vägbin. Inga underarter finns listade i Catalogue of Life.